# Lalince
Lalince (Servisch cyrillisch Лалинце) is een plaats in de Servische gemeente Vranje. De plaats telt 150 inwoners (2002).